# Amegilla vegeta
Amegilla vegeta là một loài Hymenoptera trong họ Apidae. Loài này được Bingham mô tả khoa học năm 1896.